# Skära sig (kemi)
Att skära sig / om något skär sig innebär det enligt Svensk ordbok bland annat att "sås och dylikt ... förlora(r) sin homogenitet".
Vid skärningsprocessen klumpas mjölkproteiner, framför allt kasein, ihop sig. Detta sker då proteinmolekylerna förenas efter en ökning av surheten (lägre pH), därtill påverkar värme och exponerings-tid, liksom enzymer.
Komjölk skär sig  naturligt om den under några dagar lämnas öppen för luft i en varm miljö.
Att något skär sig vid matlagning, innebär att en emulsion eller kolloid bryts sönder till stor del, till en annan sammansättning på grund av den fysikalisk-kemiska processen som sker vid flockning, krämning och koalescens.  Vid tillverkning av ost och tofu skär sig ingredienserna avsiktlig och önskvärt, men detta kan istället ske oavsiktligt och oönskat när man gör exempelvis sås, ostfondue och vaniljkräm.

## Ost och tofu
Mjölk och även sojamjölk skär sig avsiktligt när man gör ost och tofu genom tillsats av enzymer (vanligtvis löpe), syror (inklusive citronsaft) och olika salter (exempelvis magnesiumklorid och kalciumklorid). Därefter pressas ostmassan.

## Cheesecake
Gräddostblandningen för cheesecake skär sig om man tillsätter vatten.

## Äggsåser
I heta såser med ägg, såsom hollandaise och vaniljsås, är skärning det oönskade resultatet vid för hög värmning av såsen. I kalla såser, såsom majonnäs, såväl som i varma såser, kan fel förhållande mellan fett och ägg också orsaka skärning.
I olika såser kan syra finnas i exempelvis senap, tomatpuré och vinäger.

## Mjölksåser
I såser som innehåller mjölk eller yoghurt orsakar för hög värme ofta skärning. Ju högre fetthalt, desto mindre troligt att skärning uppstår och bland annat därför förekommer förslag att man ska använda vispgrädde.

## Kaffe
När växtbaserad mjölk som sojamjölk tillsätts till kaffe (som liksom vanligt te är svagt surt), kan ibland skärning uppstå. För att förhindra detta lägger tillverkare ibland till surhetsreglerande medel. Växtbaserad mjölk för kaffe kan innehålla tillsatt kalcium.